# Liste der Stolpersteine in Walldorf
Die Liste der Stolpersteine in Walldorf enthält alle Stolpersteine, die im Rahmen des gleichnamigen Kunstprojekts von Gunter Demnig im badischen Walldorf verlegt wurden. Mit ihnen soll Opfern des Nationalsozialismus gedacht werden, die in Walldorf lebten und wirkten.

## Liste der Stolpersteine
Die Liste ist vorsortiert nach Adresse und innerhalb eines Standorts nach Namen. Die Anmerkungen zu den Opfern stammen von Dieter Herrmann von der Vereinigung Walldorfer Heimatfreunde.
| Adresse           | Verlegedatum | Person           | Inschrift                                                                                                   | Bild                              | Anmerkungen                                                                                     |
| ----------------- | ------------ | ---------------- | --- | --------------------------------- | ----------------------------------------------------------------------------------------------- |
| Apothekenstraße 4 | 2. Mai 2010  | Hilda Bär        | Hier wohnte Hilda Bär Jg. 1889 Deportiert 22.10.1940 Gurs 1942 Auschwitz Ermordet                           | Stolperstein für Hilda Bär        |                                                                                                 |
| Apothekenstraße 4 | 2. Mai 2010  | Sigmund Bär      | Hier wohnte Sigmund Bär Jg. 1887 Deportiert 22.10.1940 Gurs ???                                             | Stolperstein für Sigmund Bär      | Sigmund Bär arbeitete im Tabakhandel.                                                           |
| Apothekenstraße 4 | 2. Mai 2010  | Amanda Broder    | Hier wohnte Amanda Broder geb. Bär Jg. 1886 Deportiert 22.10.1940 Gurs 1942 Auschwitz Ermordet              | Stolperstein für Amanda Broder    | Amanda Broder arbeitete als Tabakarbeiterin.                                                    |
| Apothekenstraße 4 | 2. Mai 2010  | Salomon Broder   | Hier wohnte Salomon Broder Jg. 1884 Deportiert 22.10.1940 Gurs-Noe 1942 Auschwitz Ermordet                  | Stolperstein für Salomon Broder   | Salomon Broder war ein staatenloser Kaufmann.                                                   |
| Hauptstraße 15    | 2. Mai 2010  | Alice Klein      | Hier wohnte Alice Klein geb. Nahm Jg. 1883 Deportiert 22.10.1940 Gurs 1942 Auschwitz Ermordet               | Stolperstein für Alice Klein      |                                                                                                 |
| Hauptstraße 15    | 2. Mai 2010  | Ludwig Klein     | Hier wohnte Ludwig Klein Jg. 1875 Deportiert 22.10.1940 Gurs - Drancy 1942 Auschwitz Ermordet               | Stolperstein für Ludwig Klein     | Ludwig Klein war Kaufmann und Vorsteher der jüdischen Gemeinde.                                 |
| Hauptstraße 15    | 2. Mai 2010  | Blanca Salomon   | Hier wohnte Blanca Salomon geb. Bodenheimer Jg. 1890 Deportiert 22.10.1940 Gurs ???                         | Stolperstein für Blanca Salomon   |                                                                                                 |
| Hauptstraße 26    | 2. Mai 2010  | Albert Vogel     | Hier wohnte Albert Vogel Jg. 1883 Deportiert 22.10.1940 Gurs 1942 Auschwitz Ermordet                        | Stolperstein für Albert Vogel     | Albert Vogel war Handelsvertreter. Vom 10.11.1938 bis 6.12.1938 war er in Schutzhaft in Dachau. |
| Hauptstraße 26    | 2. Mai 2010  | Emilie Vogel     | Hier wohnte Emilie Vogel geb. Bär Jg. 1892 Deportiert 22.10.1940 Gurs 1942 Auschwitz Ermordet               | Stolperstein für Emilie Vogel     |                                                                                                 |
| Hauptstraße 26    | 2. Mai 2010  | Nanny Weil       | Hier wohnte Nanny Weil geb. Würzburger Jg. 1889 Deportiert 22.10.1940 Gurs 1942 Auschwitz Ermordet          | Stolperstein für Nanny Weil       | Nanny Weil hatte ein Schuhgeschäft bis zum 31.12. 1938.                                         |
| Hauptstraße 26    | 2. Mai 2010  | Wilhelm Weil     | Hier wohnte Wilhelm Weil Jg. 1882 Deportiert 22.10.1940 Gurs Tot im Lager 7.8.1942                          | Stolperstein für Wilhelm Weil     |                                                                                                 |
| Hauptstraße 27    | 2. Mai 2010  | Flora Mayer      | Hier wohnte Flora Mayer Jg. 1877 Deportiert 22.10.1940 Gurs 1942 Auschwitz Ermordet                         | Stolperstein für Flora Mayer      |                                                                                                 |
| Hauptstraße 27    | 2. Mai 2010  | Sara Mayer       | Hier wohnte Sara Mayer Jg. 1876 Deportiert 22.10.1940 Gurs 1942 Auschwitz Ermordet                          | Stolperstein für Sara Mayer       | Sara Mayer arbeitete im Kolonialwarenhandel.                                                    |
| Hauptstraße 27    | 2. Mai 2010  | Hedwig Menges    | Hier wohnte Hedwig Menges geb. Kramer Jg. 1872 Deportiert 22.10.1940 Gurs 1942 Auschwitz Ermordet           | Stolperstein für Hedwig Menges    |                                                                                                 |
| Hauptstraße 27    | 2. Mai 2010  | Ida Menges       | Hier wohnte Ida Menges Jg. 1894 Deportiert 22.10.1940 Gurs 1942 Auschwitz Ermordet                          | Stolperstein für Ida Menges       |                                                                                                 |
| Hauptstraße 52    | 2. Mai 2010  | Bella Grombacher | Hier wohnte Bella Grombacher geb. Hausmann Jg. 1897 Deportiert 22.10.1940 Gurs 1942 Auschwitz Ermordet      | Stolperstein für Bella Grombacher |                                                                                                 |
| Hauptstraße 52    | 2. Mai 2010  | Moritz Mayer     | Hier wohnte Moritz Mayer Jg. 1881 Deportiert 22.10.1940 Gurs Lager Portet-Sur-Garonne Tot im Lager 2.2.1941 | Stolperstein für Moritz Mayer     | Moritz Mayer war Kaufmann.                                                                      |
| Hauptstraße 52    | 2. Mai 2010  | Selma Mayer      | Hier wohnte Selma Mayer geb. Spiess Jg. 1889 Deportiert 22.10.1940 Gurs Tot im Lager 10.1.1941              | Stolperstein für Selma Mayer      |                                                                                                 |
| Sandstraße 3      | 2. Mai 2010  | Sannchen Kramer  | Hier wohnte Sannchen Kramer Jg. 1869 Deportiert 22.10.1940 Gurs Tot im Lager 16.12.1940                     | Stolperstein für Sannchen Kramer  |                                                                                                 |
| Sandstraße 3      | 2. Mai 2010  | Dora Neuburger   | Hier wohnte Dora Neuburger Jg. 1884 Deportiert 22.10.1940 Gurs 1942 Auschwitz Ermordet                      | Stolperstein für Dora Neuburger   |                                                                                                 |